# 扎納阿爾卡區
47°14′24″N 69°51′00″E / 47.24000°N 69.85000°E

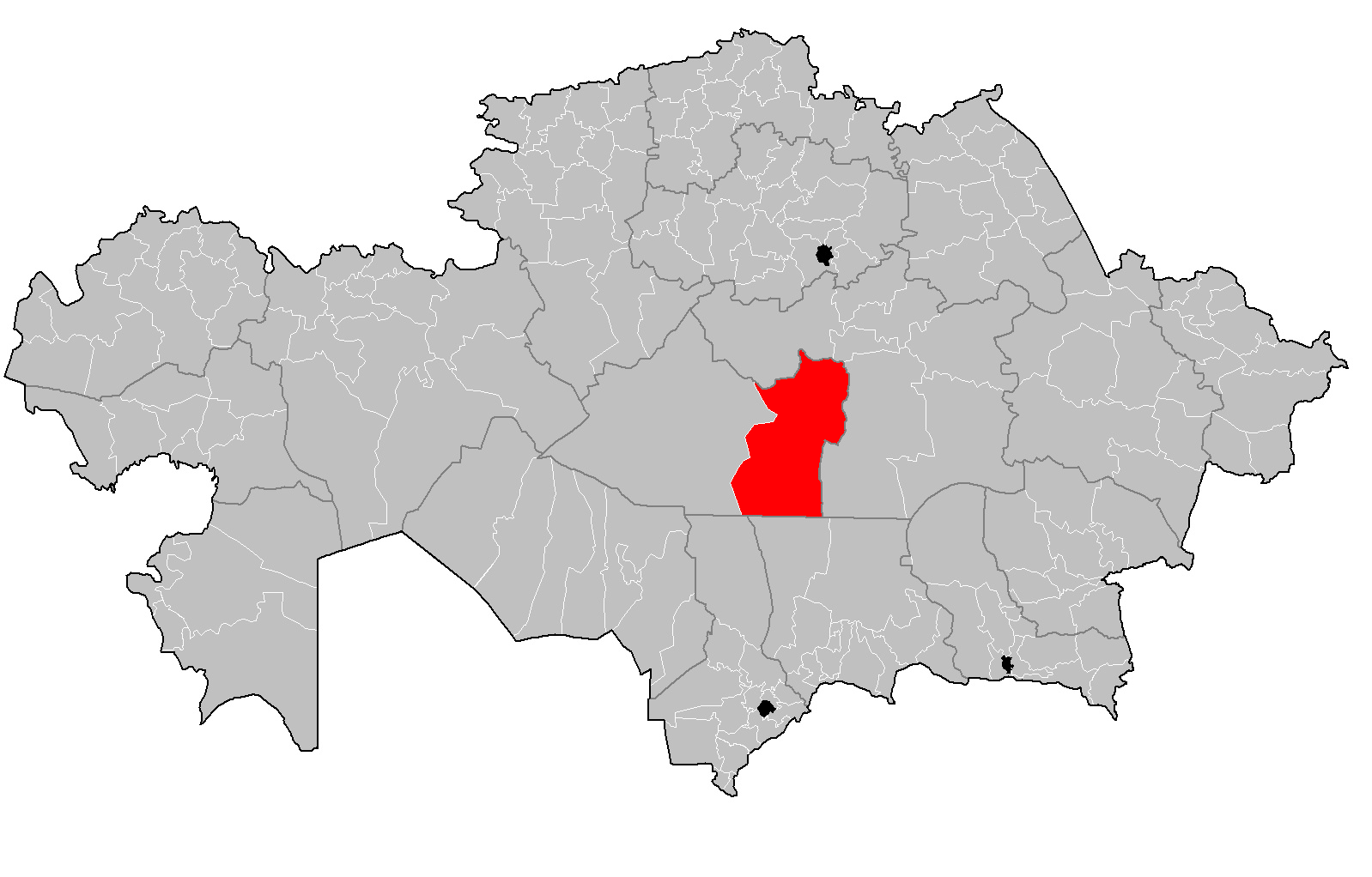

扎纳阿尔卡区是哈萨克斯坦的行政区，位于该国中部，由乌勒套州负责管辖，首府设于阿塔苏，始建于1928年，面积50,900平方公里，2019年人口34,462。